# Titularbistum Guardialfiera
Guardialfiera (lateinisch Guardiensis) ist ein Titularbistum der römisch-katholischen Kirche.
Es geht zurück auf einen früheren Bischofssitz in der Gemeinde Guardialfiera, die sich in der italienischen Region Molise befindet. Es gehörte der Kirchenprovinz Benevento an.
| Titularbischöfe von Guardialfiera |                              |                                                                           |                 |                  |
| Nr.                               | Name                         | Amt                                                                       | von             | bis              |
| 1                                 | Ramón Sanahuja y Marcé       | emeritierter Bischof von Cartagena (Spanien)                              | 22. April 1969  | 8. August 1970   |
| 2                                 | Juan Luis Ysern de Arce      | Weihbischof in Antofagasta Apostolischer Administrator von Calama (Chile) | 12. April 1972  | 13. Mai 1974     |
| 3                                 | Antonio Cabri CSJ            | Weihbischof in Napo (Ecuador)                                             | 9. Mai 1974     | 27. Juli 1974    |
| 4                                 | Juan José Gerardi Conedera   | Weihbischof in Guatemala (Guatemala)                                      | 14. August 1984 | 26. April 1998   |
| 5                                 | Gaetano Di Pierro SCJ        | Weihbischof in Ambatondrazaka (Madagaskar)                                | 24. April 2001  | 13. Mai 2006     |
| 6                                 | Pablo Virgilio Siongco David | Weihbischof in San Fernando (Philippinen)                                 | 27. Mai 2006    | 14. Oktober 2015 |
| 7                                 | Adilson Pedro Busin CS       | Weihbischof in Porto Alegre (Brasilien)                                   | 27. Januar 2016 | 3. Mai 2023      |
| 8                                 | Kornél Fábry                 | Weihbischof in Esztergom-Budapest (Ungarn)                                | 27. Juni 2023   |                  |